# 風景の中の家族
『風景の中の家族』（ふうけいのなかのかぞく、西: Grupo familiar ante un paisaje、英: Yonker Ramp and His Sweetheart）は、17世紀オランダ黄金時代のハールレムの巨匠フランス・ハルスが1645-1648年ごろ、キャンバス上に油彩で制作した絵画である。作品は、マドリードのティッセン＝ボルネミッサ美術館に所蔵されている。
本作は、ハルスが屋外の「ピクニックの様式」で制作したわずか数点の家族を描いた絵画のうちの1つであり、ハルスの時代には稀であった黒人の少年を取り上げた唯一の作品である。本作はまた、ハルスの描いた作品中最大の作品の1つで、ハルスが生涯にわたって何度も描いたハールレムの市民警備隊を描いた作品を別とすれば最大のものである。この家族の名前はわかっていないが、黒人の召使が描かれているので、主人は西インド諸島と関係がある人物のようである。

## 過去の記述
1910年のハルスの目録で、研究者のホフステーデ・デ・フロートは以下のように記述している。
441番。屋外の5人の家族集団。M. 89。左側には男性が座っており、彼は右手で妻の右手を握っている。彼女は彼の右横に座っている。 彼は彼女を見つめ、彼女は彼を見つめている。男性は、短い口髭と皇帝鬚 (下唇から下の顎鬚) を生やし、黒い山高帽を被り、レースのカラーとリストバンドの付いた黒いベルベットの衣服を身に着け、裏張りのある長い乗馬靴を履いている。女性は、黒い胴着、蝶結びの付いた上掛けスカート、レースのカラーとリストバンドが付いた緑色がかった灰色のドレスを身に着け、白い帽子を被っている。彼女の左手は左膝に置かれている。男性の左横には、右手に棒を持ち、左手を身体に置いている少年が立って、笑顔で鑑賞者の方を見ている。黒い帽子を被り、カラーとリストバンドの付いた黒いベルベットの上着を身に着け、半ズボン、靴を履いている。 女性の右横の奥には、幼い少年が立っている。彼は、白いカラーの付いた濃い茶色の衣服を身に着け、鑑賞者の方を見ている。さらに右側には、夫妻と並んで彼らの娘が立っていて、左前方を見ている。彼女の右腕は身体の横に垂れ、左手には閉じられた扇子を持っている。彼女は黒いドレスを身に着け、赤い飾りの付いた白い髪覆いを被り、細い白いカラーとリストバンドを付けている。彼女の右横にはプードルがいる。左側の背景には木々があり、右奥には町がある。全体が灰色がかった色調で塗られ、乗馬靴の赤によってのみ変化がつけられている。1640年ごろに制作。キャンバス、縦79インチ、横112インチ。1906年、ロイヤル・アカデミーの冬季展覧会で展示された。102番。 
- 1750年以降、ウォード (Warde) 家の所蔵
- ケント州ウェスターハム・スクウェリーズコート (Squerries Court,　Westerham, Kent) のウォード大佐のコレクション。1909年10月にヨーロッパ大陸の某コレクションに売却 (55,000ポンドといわれている)。

## 来歴
この絵画は、1902年に画商ジョゼフ・ドュヴィーンの手中に入った。1910年には、ジョン・モルガンの入札により、500,000ドルでオットー・ハーマン・カーンに購入された。彼は、後に本作をニューヨークのメトロポリタン美術館に貸し出した。 1935年、作品はニューヨークのモグマー芸術基金 (Mogmar Art Foundation) にあったが、その基金からティッセン＝ボルネミッサ・コレクションにより購入された。
18世紀における絵画の来歴については、ほとんどわかていない。1906年、ロイヤル・アカデミーにおいて『画家と家族の肖像』として展示された。 女性の彩色されたスカートと、より一般的であった石臼型のカラーではなく平たいカラーは、彼らが最新のファッションを購入できた富裕な市民であったことを示している。ナショナル・ギャラリー (ロンドン) にあるハルスの『家族の肖像』のように、本作の背景はピーテル・デ・モレインにより制作されたと提唱されてきた。最初、ニール・マクリーン (Neil MacLaren) がナショナル・ギャラリーの『家族の肖像』についてそう提唱したが、続いてシーモア・スライヴは、ティッセン＝ボルネミッサ美術館の本作についても同様に提唱した。 本作は、1966年に修復され、その過程の記録は、J・ポール・ゲティ美術館に保管されている。

## 現代との関わり

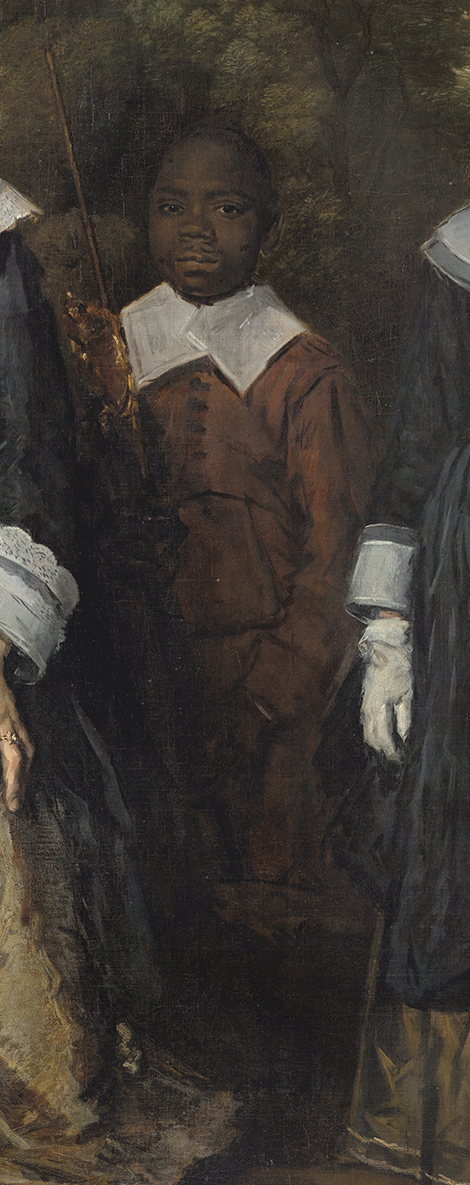
おそらく少年は、キャンパー (Camper) に言及されたような弓矢を持っている。

2017年4月に、本作は、タイタス・ケイファーのTED (カンファレンス) の主題となった。彼は、本作のような過去数世紀のヨーロッパの美術品を含む文化遺産において、黒人がどのように描かれているかについての大胆な提言をするため、本作を模写してみせた。彼は話しながら、黒人の少年を除くすべての人物を塗りつぶしたが、その要点とは、このような絵画では、往々にして背景に登場する黒人たちよりも、レースのカラーについて多くが知られているというものであった。本作の場合は、描かれている家族についても同様に知られていないが、ケイファーの提唱は的を得ている。17世紀のハールレムにいた黒人の数は実際には知られていないが、ペトルス・カンパーの『顔のアングル』に関する1770年の人気のあった講義によると、画家たちが彼らを描く際の困難さを考慮して、ほぼゼロであったと推測される。その講義において、カンパーは、ハルスではなく、別のハールレムの画家コルネリス・フィスハーがすべての画家の中で黒人を最もうまく描く技術を持っていたと主張した。

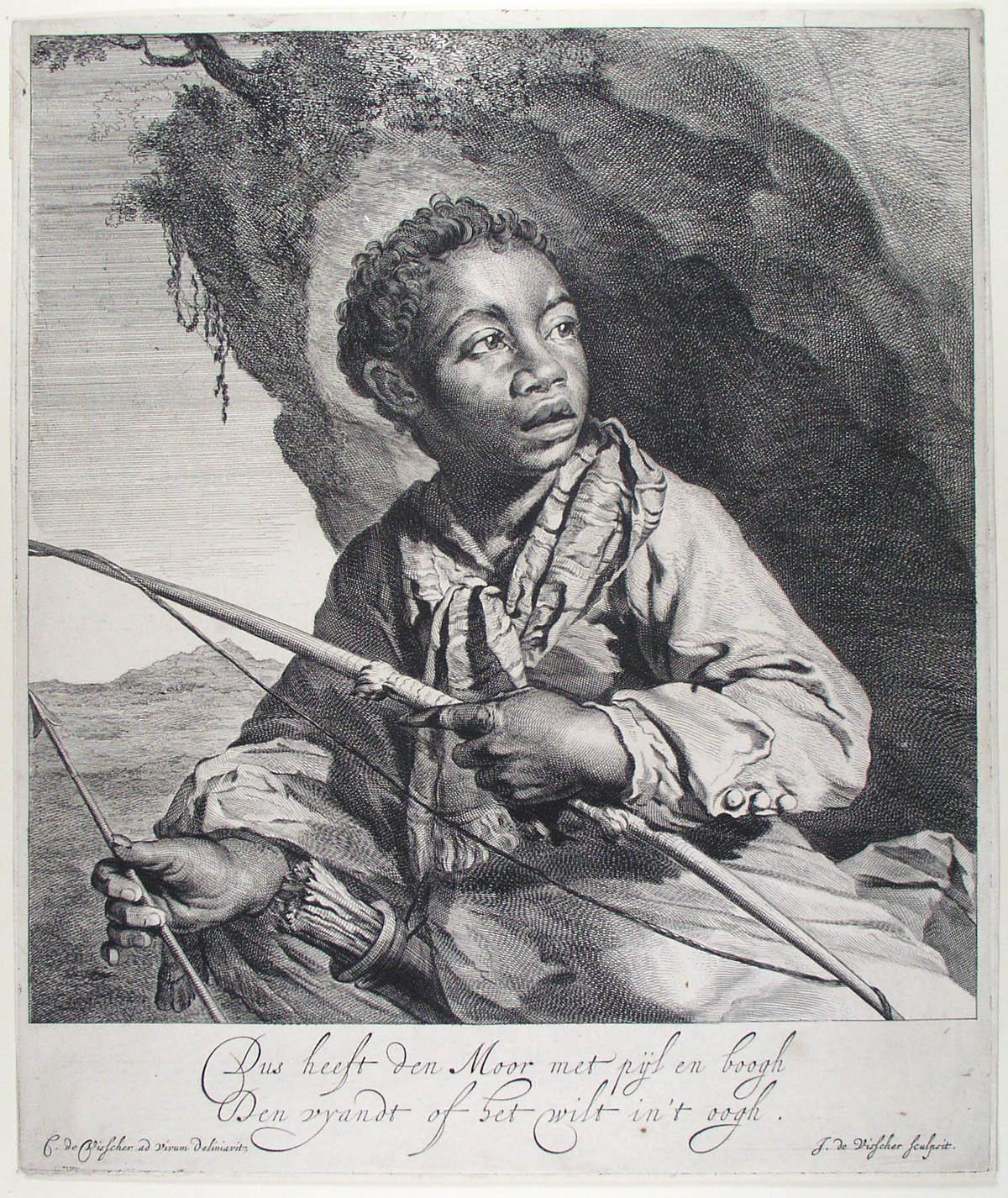
『ムーア人』。兄弟のコルネリスの素描にもとづくヤン・フィスハーによるエッチング。
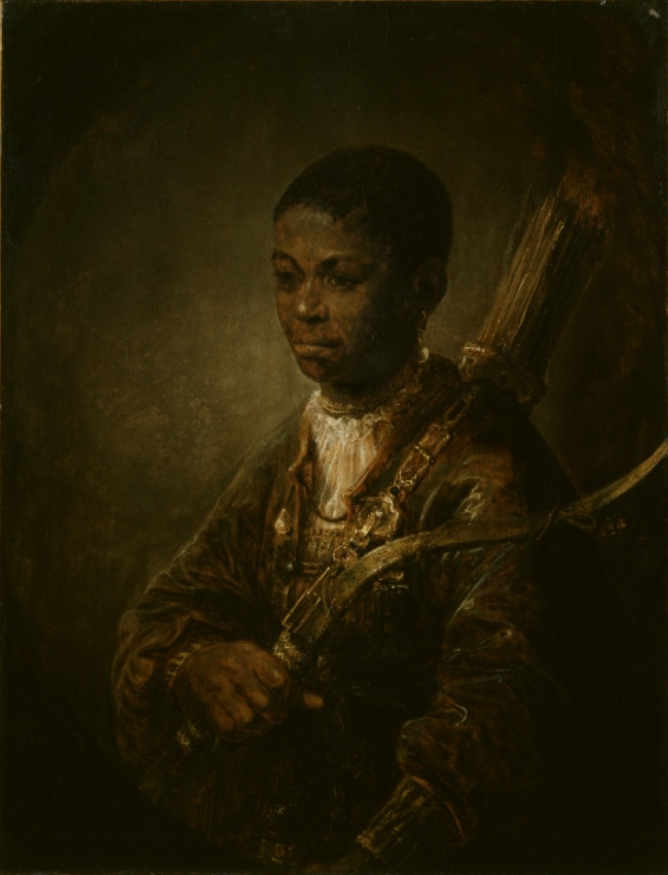
ホーファールト・フリンク『若い射手』